# تيم دكورث
تيم دكورث (بالإنجليزية: Tim Duckworth)‏ هو منافس ألعاب قوى بريطاني، ولد في 18 يونيو 1996 في كاليفورنيا في الولايات المتحدة.

## وصلات خارجية
- تيم دكورث على موقع الاتحاد الدولي لألعاب القوى (الإنجليزية)
- تيم دكورث على موقع ThePowerOf10.info (الإنجليزية)
- تيم دكورث على موقع TFRRS.org (الإنجليزية)